# 太平州 (安徽省)
太平州，宋朝时设置的州。
宋太宗太平兴国二年（977年），以年号首两字为名，改南平军为太平州。治所在当涂县（今安徽省当涂县），属江南东路。下辖当涂县、繁昌县、芜湖县。辖境相当今安徽省马鞍山市、当涂县、芜湖市、湾沚区、繁昌区等地区。元世祖至元十四年（1277年）改太平州为太平路。